# باشگاه بسکتبال هیئت لنگرود
باشگاه بسکتبال هیئت لنگرود که که با نام قبلی شهرداری لنگرود شناخته می‌شد نام باشگاه بسکتبال مستقر در لنگرود در استان گیلان می‌باشد این باشگاه حدود ده سال پیش در لیگ برتر بسکتبال ایران حضور داشت.
بعد از انحلال چند ساله بسکتبال در لنگرود از تاریخ ۲۵ مرداد ۱۳۹۸ هیئت بسکتبال لنگرود با ریاست منوچهر مهدی مهدی پور و مربیگری کیوان مروتی و محمد نوروزی اقدام به تأسیس آکادمی هیئت بسکتبال لنگرود کردند تا برنامه‌های بلند مدت خودشون را در لنگرود برای حضور دوباره در سطح اول بسکتبال ایران پیاده کنند.